# Geraldia paucipila
Geraldia paucipila är en tvåvingeart som beskrevs av Barraclough 1992. Geraldia paucipila ingår i släktet Geraldia och familjen parasitflugor. Inga underarter finns listade i Catalogue of Life.